# العتامنة (طابت)
العتامنة هي إحدى القرى العريقة التابعة لمدينة طابت الشيخ عبد المحمود بمحلية الحصاحيصا في ولاية الجزيرة، وسط السودان، وتُعد من القرى ذات الامتداد الاجتماعي والتاريخي في المنطقة. يُرجّح أن اسم "العتامنة" مشتق من اسم "عُثمان"، الذي يُنطق محليًا بـ"عَتْمان" وفق اللهجة السودانية، وتشير بعض الروايات إلى أن التسمية جاءت نسبة إلى الأفراد المعروفين بـ"أولاد عتمان". تقع القرية غرب مدينة الحصاحيصا وإلى الشمال الغربي من طابت، ويقطنها عدد من أبناء قبيلة الكواهلة – البشاريين، ويُقدّر عدد سكانها بحوالي ستة آلاف نسمة، يعمل معظمهم في الزراعة وتربية الماشية.

## موقعها الجغرافي
تقع العتامنة على كنار وادي النيل الذي هو دائم الجريان وتقع في شمال غرب مدينة طابت وتحدها قرية معيجنة من الجنوب وقرية أم بوشة من الشرق وقرية أم كوراك من الشمال وغربها يقع كنار وادي النيل ومدينة سرحان. تحدها من الاتجاه الشرقي قرية أم بوشة الدباسين ومن الغرب قرية سرحان الشيخ تاي الله ومن الجنوب قرية معيجنة وهي الحد الفاصل بين مشروع الجزيرة وامتداد المناقل إداريآ تتبع لمحلية الحصاحيصا وزراعيا تتبع للمناقل يمتهن سكانها الزراعة وهي في الطريق الذي يربط الفريجاب وأبو قوتة.

## الخدمات
فيها أربعة مساجد وخلوة لتحفيظ القران ومدرستين ابتدائية وثانوية للبنين والبنات ورياض أطفال ومركز صحي.

## النشاط الرياضي
لها فريق كرة قدم عريق نافس في كاس السودان ولكن لم يحالفه الحظ حيث أنه استطاع أن يهزم جميع فرق المحلية بما فيه فرق الحصاحيصا.